# Stefano D'Aste

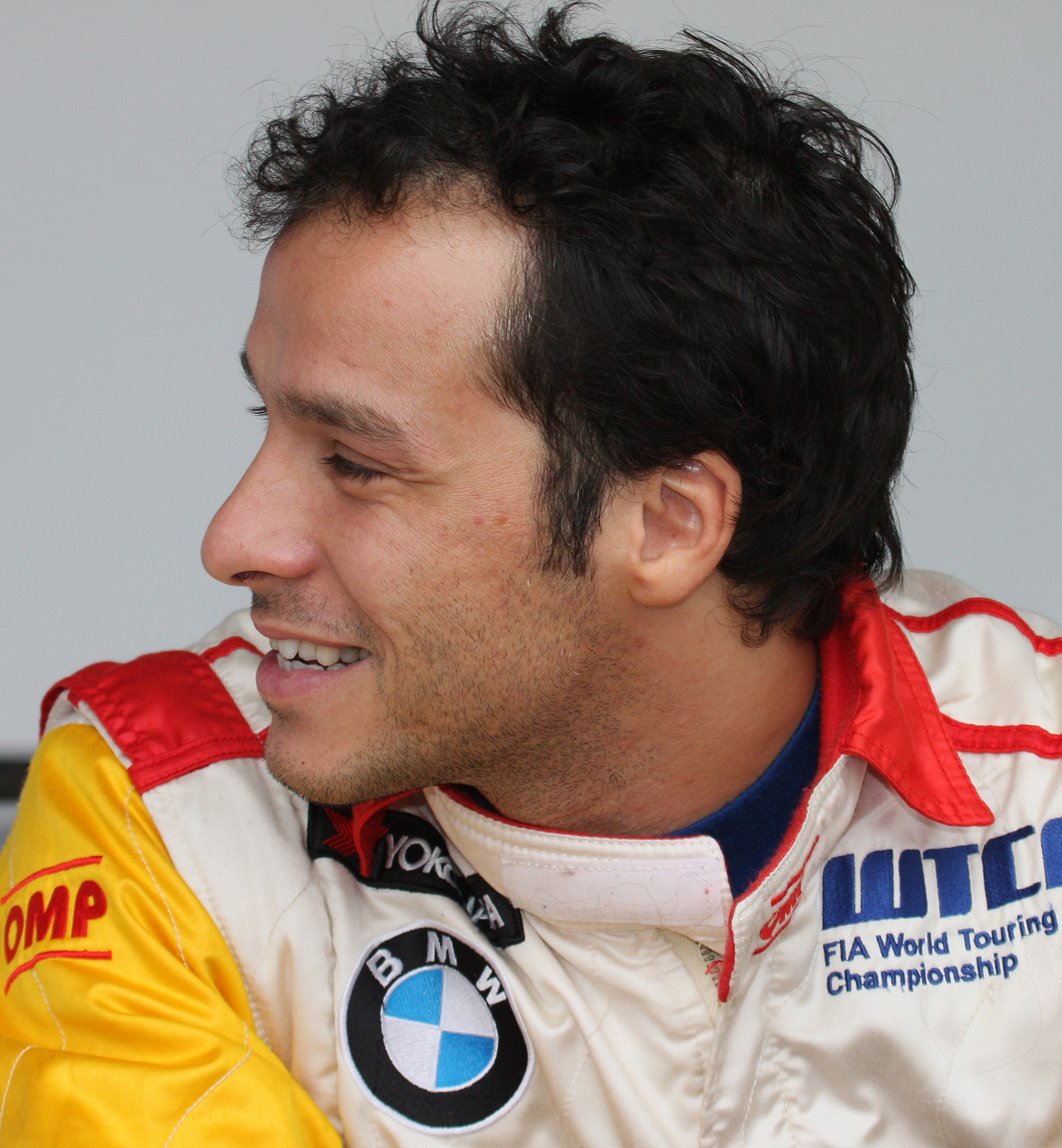
Stefano D'Aste in 2009

Stefano D'Aste (Genua, 26 februari 1974) is een Italiaans autocoureur.
In zijn vroege carrière reed hij op motoren en reed hij ook de Monza International Rally. Vanaf 2004 neemt hij deel aan het WTCC, toen nog bekend als het ETCC.

## WTCC
D'Aste nam in 2005 deel aan het WTCC voor het team Proteam Motorsport in een BMW 320i, waarin hij als derde finishte bij de independents, met als beste resultaat een tweede plaats op Spa-Francorchamps. In 2006 blijft D'Aste voor Proteam rijden en finisht opnieuw als derde bij de independents, met als beste finish een 10e plaats op Magny-Cours.
In 2007 stapt D'Aste over naar het team Wiechers-Sport, waar hij kampioen werd bij de independents in een BMW 320si. Zijn beste resultaat was opnieuw tiende, op Brno.
In 2008 bleef hij in het WTCC, terugkerend naar Proteam Motorsport. Hij kon zijn Independentskampioenschap niet prolongeren, hij finishte als derde. Hij besliste dat hij niet deel ging nemen aan de laatste ronde in Macau, als protest ten gevolge van een straf van vijf plaatsen na een incident in de vorige race in Japan, waardoor teamgenoot Sergio Hernández de independentstitel won.
In 2009 zou D'Aste voor Proteam blijven rijden, maar de deal ging niet door en D'Aste ging terug naar Wiechers-Sport.
In 2010 keert hij toch terug naar Proteam.